# Cristiano Piccini
Cristiano Piccini (Firenze, 26 september 1992) is een Italiaans voetballer die doorgaans als rechtsback speelt. Hij verruilde Sporting Lissabon in juli 2018 voor Valencia CF. Piccini debuteerde in 2018 in het Italiaans voetbalelftal.

## Clubcarrière
Piccini stroomde in 2010 door vanuit de jeugd van Fiorentina. Hiervoor debuteerde hij op 5 december 2010 in het eerste team, tijdens een met 1-0 gewonnen wedstrijd in de Serie A tegen Cagliari. Het bleef zijn enige wedstrijd voor de club, want die verhuurde hem in de jaren die volgden vier keer. Piccini speelde zo op huurbasis voor Carrarese Calcio in de Lega Pro, voor Spezia Calcio in de Serie B, voor AS Livorno in de Serie A en voor Real Betis in de Segunda División A. Met Betis werd hij dat jaar kampioen, waardoor de club promoveerde naar de Primera División. Piccini ging daar mee naartoe, want hij tekende in juli 2015 een definitief contract tot medio 2019 bij Real Betis.

## Interlandcarrière
Piccini maakte deel uit van verschillende Italiaanse nationale jeugdselecties.

## Erelijst
| Competitie                  |            |            |            |            |
| Competitie                  | Aantal     | Jaren      |            |            |
| Real Betis                  | Real Betis | Real Betis | Real Betis | Real Betis |
| --------------------------- | ---------- | ---------- | ---------- | ---------- |
| Kampioen Segunda División A | 1x         | 2014/15    |            |            |
| Valencia CF                 |            |            |            |            |
| Copa del Rey                | 1x         | 2018/19    |            |            |

1 Doménech ·
2 Caufriez ·
3 Mosquera ·
4 Diakhaby ·
5 Barrenechea ·
6 Guillamón ·
7 Canós ·
8 Guerra ·
9 Duro ·
10 Almeida ·
11 Mir ·
12 Correia ·
13 Dimitrievski ·
14 Gayà  ·
15 Tárrega ·
16 López ·
17 Gómez ·
18 Pepelu ·
20 Foulquier ·
21 Vázquez ·
22 Rioja ·
23 Pérez ·
24 Gąsiorowski ·
25 Mamardasjvili ·
30 Valera ·
Coach: Baraja